# Platypria tuberculata
Platypria tuberculata là một loài bọ cánh cứng trong họ Chrysomelidae. Loài này được Achard miêu tả khoa học năm 1917.